# Juventud del Partido Socialista Unido de Venezuela
La Juventud del Partido Socialista Unido de Venezuela, conocida por su siglas JPSUV, es la organización juvenil del Partido Socialista Unido de Venezuela, que constituye el ámbito de actuación inicial de los jóvenes dentro de la actividad militante y bajo los lineamientos del partido. Fue fundada en Ciudad Guayana, estado Bolívar, el 12 de septiembre de 2008, durante un congreso de delegados electos de todo el país, en el cual se discutieron y aprobaron sus estatutos y declaración de principios. 
La JPSUV es integrante de la Juventud del Gran Polo Patriótico Simón Bolívar y a nivel internacional es miembro de la Federación Mundial de la Juventud Democrática (FMJD). La Juventud del PSUV tiene más de 2 millones de militantes inscritos con edades comprendidas entre 15 y 30 años, organizados en «patrullas de articulación con la juventud», que son parte de las 13 682 Unidades de Batalla Bolívar Chávez (UBCh) del PSUV a nivel nacional.

### Dirección Nacional Juvenil
Su Dirección Nacional está dirigida por:
- Grecia Colmenares
- Eirimar Malave
- América Pérez
- Alejandra Cedeño
- Jennifer Garvet
- Aurora Paredes
- Yosneidi Paredes
- Isamary Matute
- Oliver Guzmán
- Jocsen Alvarado
- Teresa Carrasquel
- Enyerlin Cuevas
- María Soledad González
- Génesis Garvet
- Ramón Magallanes
- David Graterol
- Francis Martínez
- Keny Paola García
- Mario Castillo
- Johan Contreras
- José Luis Lugo
- Jessica Bello
- Somer Rivas
- José cabellos
- Kennedy Morales
- Wilmer Vázquez
- Luismiali Perdomo
- Johana Molina
- Hugo Chávez Terán
- Dave Oliveros

## Historia

### Congreso fundacional de la JPSUV
Previo a la realización del congreso fundacional, durante el mes de julio de 2008 se organizaron 140 000 jóvenes militantes de todo el país, para constituir 14 000 «equipos de trabajo juveniles» en los «batallones socialistas» del Partido Socialista Unido de Venezuela. En cada equipo de trabajo se eligió en el mes de agosto un representante de la juventud por «circunscripción socialista» del partido, para que asistiera en calidad de delegado al congreso fundacional de la Juventud del PSUV, previsto para el mes de septiembre, de acuerdo a lo aprobado por la Dirección Política Nacional del PSUV.
El congreso fundacional de la Juventud del Partido Socialista Unido de Venezuela (JPSUV) se realizó entre el 11 y 13 de septiembre de 2008 en la ciudad de Ciudad Guayana, estado Bolívar, con la participación de más de 1400 delegados electos de todo el país y contó con la presencia de delegados internacionales de América Latina, Europa, Oceanía y Estados Unidos.
Las mesas de trabajo y plenarias se llevaron a cabo en el Centro Total de Entretenimiento Cachamay, en las cuales los delegados manifestaron su respaldo a los candidatos del PSUV para las elecciones del 23 de noviembre y debatieron sobre temas de trascendencia nacional e internacional. El acto de clausura se realizó en la concha acústica de la represa de Caruachi, en presencia del presidente de la República y presidente del PSUV, Hugo Chávez. Los delegados aprobaron por aclamación la declaración de principios y estatutos que rigen la organización y funcionamiento de la JPSUV, así como la «Declaración de Cachamay».

### III Congreso del PSUV - Capítulo Juventud
Entre el 18 de agosto y el 6 de septiembre de 2014, la Juventud del PSUV inició las actividades en el marco del Capítulo Juventud del III Congreso del Partido Socialista Unido de Venezuela, con jornadas deportivas, recreativas y culturales, así como asambleas de debate con jóvenes militantes en todos los municipios del país y encuentros con los sectores juveniles universitarios, trabajadores, mujeres, indígenas, deportistas, cultura y educación media, para la discusión de los documentos de trabajo: «Decisiones del III Congreso del PSUV», «Declaración Bicentenaria», «Juventud y Políticas de Estado» y «Procesos fundamentales de la Organización Política».
El domingo 7 de septiembre de 2014, los jóvenes militantes del Partido Socialista Unido de Venezuela participaron en 335 asambleas municipales para la elección de 1043 delegados a la plenaria nacional del Capítulo Juventud del III Congreso del PSUV, que se llevó a cabo en la ciudad de Caracas, del 10 al 12 de septiembre de 2015, en el marco del sexto aniversario de la JPSUV. Además del debate y aprobación de los documentos de trabajo, los delegados participaron en actividades culturales y recreativas. 

## Fines de la JPSUV
De acuerdo a los Estatutos del Partido Socialista Unido de Venezuela, la JPSUV constituye «el ámbito de actuación inicial de los jóvenes dentro de la actividad militante y bajo los lineamientos del partido», desarrollando los procesos fundamentales de captación, organización, formación y movilización permanente de la juventud que milita en el PSUV. 

«La Juventud del Partido Socialista Unido de Venezuela tiene como objetivo organizar, formar e incorporar a la juventud venezolana a la militancia política revolucionaria para transformar radicalmente la sociedad, trabajando por la superación de las formas de explotación, exclusión, marginación y discriminación que afectan a los jóvenes, dinamizando y democratizando los espacios cotidianos del mundo juvenil; para fomentar la igualdad, la libertad y la participación protagónica de todos los jóvenes y las jóvenes. Asume el antiimperialismo, la lucha contra la pobreza y el hambre, la participación directa, protagónica y participativa, la lucha contra la
corrupción y el burocratismo, el principio de responsabilidad y corresponsabilidad, la construcción del socialismo como la única salida posible, la invención, la critica y la autocrítica, la corresponsabilidad con el entorno y la naturaleza, la diversidad de criterios, lo pluricultural y lo multiétnico, la justicia social, la construcción y fortalecimiento del poder popular, la solidaridad como eje central de las relaciones humanas, el humanismo, el rescate de la memoria histórica y la identidad de los pueblos de nuestra América, el internacionalismo, el ideario bolivariano, la lucha contra el capitalismo y el consumismo, en definitiva la construcción de una verdadera sociedad de iguales.»
Artículo 2 de los Estatutos de la JPSUV